# Stratford (New Hampshire)
Stratford – miasto w Stanach Zjednoczonych, w stanie New Hampshire, w hrabstwie Coös.